# ببليوغرافيا مارفن القانونية
الببليوغرافيا القانونية هو كتاب من تأليف جون كيج مارفن، حيث كان أشهر أعماله، وهو ما يعرف ببليوغرافيا القانون، وكان أول إصدار من نوعه يصدر في الولايات المتحدة الأمريكية. لقد كان مارفن آنذاك يعمل كأمين مكتبة في جامعة هارفرد، ثم عمل لاحقًا كأول مشرف على التعليم العام في ولاية كاليفورنيا. سبق هذا العمل طبعة في عام 1843 والتي كانت عملًا عن القانون الدولي للسير جيمس ماكينتوش، وتتضمن قائمة للقراءة، ثم تلاها في عام 1864 فهرس لمكتبة هارفرد القانونية بما في ذلك الإضافات الأخيرة. إن الببليوغرافيا مرتبة أبجديا حسب المؤلف مع فهرس موضوعي، وتتضمن تعليقات لتقييم الأعمال وذلك بالاعتماد على العديد من المصادر. وعلى الرغم من الانطباع الذي يعطيه لنا قصر كلمة " الببليوغرافيا" كعنوان، إلا أنها كانت محاولة لدمج الأعمال القانونية الأخرى في الموروث الأنجلو أمريكي.
في عام 1857 ، ذكرت كل من مجلة قانون كندا العليا وجريدة المحاكم الدنيا " إن الببليوغرافيا القانونية للسيد مارفن هي أكمل عمل من نوعه لدينا حتى الآن". ذكر في ملاحظات مكتبة جامعة هارفارد بأن هذا الكتاب كان " لسنوات عديدة" بعد نشره لأول مرة هو " أفضل عمل أمريكي من نوعه".
في وقائع الاجتماع السنوي الأول لنقابة المحامين بولاية فرجينيا ، تم وصف هذا الكتاب بأنه "جيد في زمانه، ولكننا الآن أمضينا أكثر من 40 عاما". في عام 1914، قال بيرسي وينفيلد بأن هذا الكتاب كان دليلًا "قيمًا" لمواد القانون الإنجليزي، وذلك يبدو أنه غير معروف في إنجلترا ، وأن الملاحظات النقدية كانت ملحقة ببعض المؤلفات التقليدية ومعدي التقارير مما اضطرهم إلى إيجازها، خاصة فيما يتعلق بالكتب السنوية، حيث أن الكتاب كان فهرسًا للمؤلفين وليس للموضوعات، مما أدى إلى الحاجة إلى طبعة جديدة. في عام 1988 ، ورد في الكتاب السنوي لبوكمان بأن حقيقة كون هذا الكتاب كان لا يزال قيد الاستخدام تشير إلى " الحالة المؤسفة" التي كانت فيها الببليوغرافيا القانونية، حيث كان الكتاب "من الدرجة الثالثة مثل لاوندز أو برونيه".

## الانتقادات
أوردت مجلة هارفارد للقانون فيما يتعلق ببيليوغرافيا الكتاب السنوي، بأن ببليوغرافيا مارفن القانونية تكشف القليل مما هو قيم وأن دقتها لا تصمد أمام اختبار التحقق.
يقول مارفين في مقدمته، بأنه اكتشف عند مراجعة هذا المجلد أن بعض العناوين قد تم حذفها، وبعض التواريخ كانت خاطئة.